# Pamyu Pamyu Revolution
Albums de Kyary Pamyu Pamyu
Nanda Collection
(2013)
EPs par Kyary Pamyu Pamyu
Moshi Moshi Harajuku
(2011)
Singles
1. Pon Pon Pon
Sortie : 20 juillet 2011
2. Tsukema Tsukeru
Sortie : 11 janvier 2012
3. Candy Candy
Sortie : 13 mars 2012

Pamyu Pamyu Revolution (ぱみゅぱみゅレボリューション) est le premier album studio complet de la chanteuse pop japonaise Kyary Pamyu Pamyu.

## Présentation
Il est publié le 23 mai 2012 au Japon sur le label Unborde de Warner Music Group. Il atteint la 2e place du classement des ventes hebdomadaires de l'oricon, et reste classé pendant 63 semaines. Sortent aussi une édition limitée et une édition en coffret.
Il comprend douze titres dont trois déjà parus sur les deux premiers singles physique de la chanteuse sortis quelques mois avant l'album : Tsukema Tsukeru et sa "face B" Kyary AN-AN (le 11 janvier 2012), et Candy Candy (le 13 mars 2012). Toutes les chansons ont été écrites et composées par le DJ Yasutaka Nakata du groupe Capsule.
Une des chansons les plus connues de la chanteuse, Pon Pon Pon, figure à nouveau sur cet album ; elle était sortie en téléchargement, et était déjà parue sur le mini-album Moshi Moshi Harajuku publié en 2011.
Bien que Kyary ait seulement promu son album au Japon, Pamyu Pamyu Revolution ainsi que les singles connaissent un succès international.
L'album est promu en Taiwan et sort cependant le 15 mars 2013 dans ce pays.

## Liste des titres
Toutes les chansons sont écrites et composées par Yasutaka Nakata.
| CD    | CD                                                      | CD    | CD | CD | CD | CD | CD | CD | CD |
| No    | Titre                                                   | Durée |    |    |    |    |    |    |    |
| ----- | ------------------------------------------------------- | ----- | -- | -- | -- | -- | -- | -- | -- |
| 1.    | Pamyu Pamyu Revolution (ぱみゅぱみゅレボリューション)   | 1:00  |    |    |    |    |    |    |    |
| 2.    | Tsukema Tsukeru (つけまつける)                          | 4:18  |    |    |    |    |    |    |    |
| 3.    | Pon Pon Pon (PONPONPON)                                 | 4:03  |    |    |    |    |    |    |    |
| 4.    | Minna no Uta (みんなのうた)                             | 5:03  |    |    |    |    |    |    |    |
| 5.    | Kyary An-An (きゃりーAN-AN) (face B de Tsukema Tsukeru) | 3:15  |    |    |    |    |    |    |    |
| 6.    | Candy Candy (CANDY CANDY)                               | 3:50  |    |    |    |    |    |    |    |
| 7.    | Drinker                                                 | 4:17  |    |    |    |    |    |    |    |
| 8.    | Onedari 44°C (おねだり44℃)                              | 3:40  |    |    |    |    |    |    |    |
| 9.    | Suki Sugite Kiresō (スキすぎてキレそう)                 | 5:10  |    |    |    |    |    |    |    |
| 10.   | Giri Giri Safe (ぎりぎりセーフ)                         | 3:14  |    |    |    |    |    |    |    |
| 11.   | Oyasumi (おやすみ)                                      | 4:42  |    |    |    |    |    |    |    |
| 12.   | Chan Chaka Chan Chan (ちゃんちゃかちゃんちゃん)         | 4:46  |    |    |    |    |    |    |    |
| 47:32 |                                                         |       |    |    |    |    |    |    |    |